# Planococcus alkanoclasticus
Planococcus alkanoclasticus ist eine Art von Bakterien. Die Art ist in der Lage langkettige Alkane, wie sie in Erdöl vorkommen, abzubauen.

## Merkmale

### Erscheinungsbild
Die Zellen von Planococcus alkanoclasticus sind stäbchenförmig. Sporen werden nicht gebildet. Die Größe liegt bei 0,4–0,8 μm Breite und 1,7–2,6 μm Länge. Die Gram-Färbung fällt variabel aus.

### Wachstum und Stoffwechsel
Die Art ist strikt aerob, also auf Sauerstoff angewiesen. Wachstum erscheint bei Temperaturen von 15–41 °C und bei Natriumchlorid-Werten von 0,8–6 %. Nitrat wird nicht reduziert. Planococcus alkanoclasticus ist chemoorganotroph. Der Stoffwechsel ist die aerobe Atmung. Das Bakterium kann Gelatine hydrolytisch abbauen. Auch Stärke wird genutzt.

### Chemotaxonomische Merkmale
Die überwiegend vorhandenen Menachinone sind MK-7 und MK-8.
Der GC-Gehalt in der DNA liegt bei 45,3 Mol-Prozent.

## Systematik
Planococcus alkanoclasticus zählt zu der Familie Planococcaceae, welcher der Bacillota (früher Firmicutes genannt) zugerechnet wird. Das Bakterium im Jahr 2001 erstmals beschrieben. Planomicrobium alkanoclasicum ist ein Synonym.

## Ökologie
Das Bakterium wurde aus einem mit Rohöl kontaminierten Bach in England isoliert. Durch seine Fähigkeit, eine Vielfalt von linearen und verzweigten Alkanen mit bis zu 33 C-Atomen abzubauen, ist Planococcus alkanoclasticus von Interesse für die Reinigung von kontaminierten Böden.

## Etymologie
Der Gattungsname Planococcus setzt sich aus dem griechischen Wort planos („Wanderer“) und kokkos („Körnchen“, latinisiert coccus) zusammen und bezieht sich auf die Eigenschaft der Motilität und die Form (es handelt sich um kokkenförmige Arten) dieser Bakterien. Der aus dem Lateinischen entnommene Artname P. alkanoclasticus deutet auf die Fähigkeit, Alkane zu teilen, hin, „Alkanum“ ist lateinisch und bedeutet Alkane, clasticum ist hergeleitet aus dem griechischen Wort clasto und bedeutet „zerbrochen“.